# The Troop
The Troop är en amerikansk ungdomsserie som visas på TV-kanalen Nickelodeon. Tre skolungdomar, Jake, Felix och Hayley, tillhör i hemlighet en organisation kallad The Troop, som bekämpar monster. Ungdomarnas avdelning av The Troop leds av deras lärare, magister Stockley.
Osman är också med i The Troop fast är stuntman åt Jake.

## Rollfigurer
- Nick Purcell som Jake Collins
- Gage Golightly som Hayley Steele
- David Del Rio som Felix Garcia
- Matt Shively som Kirby Bancroft-Cadworth III
- Malese Jow som Cadence Nash
- John Marshall Jones som Mr. Stockley